# Lady (Kenny Rogers)
Lady è un singolo del cantante statunitense Kenny Rogers, pubblicato nel 1980 ed estratto dall'album Kenny Rogers Greatest Hits. La canzone è stata scritta e prodotta da Lionel Richie.
Il brano è classificato alla posizione #47 della classifica Billboard's All Time Top 100. Il singolo ha venduto oltre 16 milioni di copie nel mondo ed è quindi uno dei singoli più venduti nel mondo.

## Classifiche

### Classifiche di tutti i tempi
| Classifica (1958-2021) | Posizione |
| ---------------------- | --------- |
| Stati Uniti            | 67        |